# Shukhur Daichin
Shukhur Daichin o Šukur-Dayčin (fl. XVII secolo), taish della tribù oirate dei torgud stanziati sui fiumi Volga e Ural, fu il secondo khan dei calmucchi.
Shukhur Daichin era un uomo colto, esperto di letteratura buddista tibetana. Nel 1656 incontrò Zaya Pandita, un sacerdote missionario buddista e studioso di origine oirate. Fu però anche un militare e già nel 1633 comandò, insieme al fratello Louzang, le truppe di suo padre Kho Orluk nell'attacco all'Orda Nogai e ai russi presso il fiume Bol'šoj Uzen', tra il Volga e l'Ural.
Nel 1647, al ritorno dal Tibet, assunse il governo del khanato calmucco insieme ai reggenti Louzang, Elden e Dayan Erke. Avanzò immediatamente contro i nogai e il khanato di Crimea per vendicare la morte di suo padre, ma nel febbraio 1648 dovette abbandonare la campagna a causa del gelo e della neve. Poco dopo, i torgud di Shukhur Daichin furono sconfitti dagli oirati hošuud e dôrvôd al comando di Khundelen e Dayan Ombo, che non volevano sottomettersi alla supremazia del kahn degli zungari Erdeni Batur ed erano migrati verso ovest.
A seguito della sconfitta subita, Shukhur Daichin occupò quindi nuovi territori più ad ovest. Nel 1649-1650 il regno russo, preoccupato dall'avanzata di Shukhur Daichin, inviò una missione guidata da Ivan Onukhin, ma poi desistette a causa della sfavorevole politica in Europa orientale. Nel febbraio 1655 i russi conclusero con Shukhur Daichin un trattato, in base al quale quest'ultimo si riconosceva formalmente come vassallo, prometteva di non molestare i sudditi dello zar e di prestare aiuto militarmente, ma non pagava alcun tributo. Shukhur Daichin considerò il trattato, scritto solo in russo, come una semplice alleanza militare e continuò a trattare lo zar come un suo pari, come si evince da una lettera scritta nel 1661. Inoltre, nel 1655 e negli anni successivi, inviò ambasciatori anche in Cina e in Persia. A seguito di ulteriori accordi con i russi, nel 1657 poté rivendicare a sé anche la sponda occidentale del Volga, garantirsi il commercio esente da dazi e ricevere sussidi, fornendo in cambio ostaggi. Sempre nel 1657 il figlio di Shukhur Daikhin, Puntsuk, sconfisse i nogai ad Azov. L'alleanza con i russi diede i suoi frutti, ma non evitò dissapori per i mancati pagamenti e scontri con i baschiri e i cosacchi, vassalli russi, tanto che Shukhur Daikhin negoziò anche con il khan dei tatari di Crimea, nemici dei russi.
A metà degli anni 1650 Shukhur Daikhin e suo fratello Louzang entrarono in conflitto per la distribuzione dei tributi raccolti dai nogai e per la politica verso il regno russo. Shukhur Daikhin sconfisse Louzang nel 1658 e nel 1659 e lo costrinse a ritirarsi verso est. Louzang e i suoi figli furono in seguito uccisi dal khan degli hošuud Ablay (nipote del Khundelen di cui sopra). Nel 1661 Shukhur Daikhin abdicò in favore del figlio Puntsuk. Si intromise nuovamente negli affari del khanato quando, in opposizione al figlio e in alleanza con i baschiri, attaccò le province russe di Ufa e Kazan' (1662-1664). Vista la situazione, Puntsuk si legò più strettamente al regno russo: nel 1664 ricevette un vessillo dallo zar di cui si dichiarò vassallo. Punsuk morì nel 1669 e gli succedette il figlio Ayuki Khan.